# Vince Boryla
Vincent Joseph "Vince" Boryla, född 11 mars 1927 i East Chicago i Indiana, död 27 mars 2016 i Englewood i Colorado, var en amerikansk basketspelare.
Boryla blev olympisk mästare i basket vid sommarspelen 1948 i London.